# 221B Baker Street

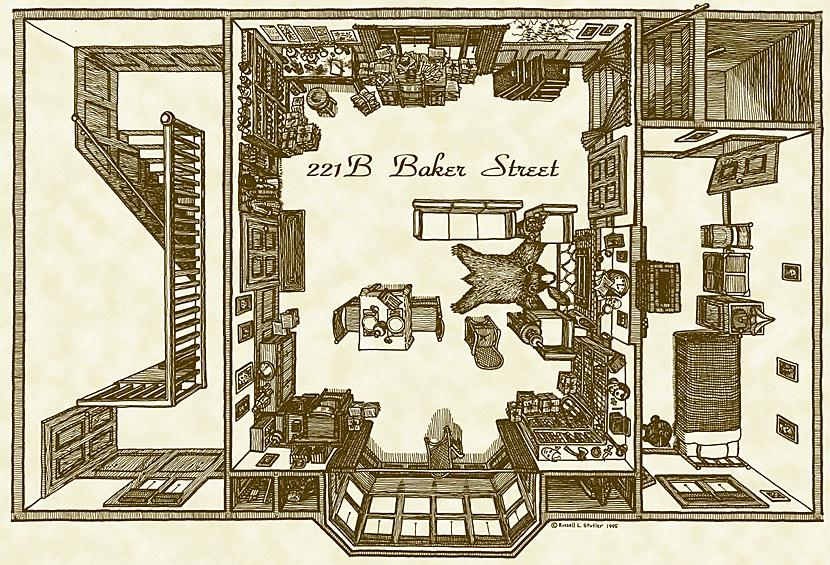
Plano del 221B de Baker Street.

221B Baker Street es una dirección de la ciudad de Londres, Inglaterra, donde se localizaba, en la ficción, la residencia del detective Sherlock Holmes, creado por el escritor británico Arthur Conan Doyle. 
Baker Street estaba localizada en el West End, zona donde residían los ciudadanos londinenses de mayor renta. La zona incluye Mayfair, Kensington y Regent's Park.
La dirección podría indicar un apartamento en el primer piso (de ahí vendría la B) de una residencia que probablemente fuera en origen una terraza de arquitectura georgiana. La B puede, sin embargo, referirse a toda la casa. Está situada al norte de Baker Street, cerca del Regent's Park. La calle es mucho más estrecha de lo que ha sido representada en algunos filmes de aventuras de Holmes, constituyendo una arteria importante en el tráfico Norte-Sur de la ciudad, y estaba tan congestionada en la época de Holmes como lo sigue estando hoy día.
Cabe mencionar que en esta misma numeración, también en la ficción, vive el Dr. Gregory House en la serie televisiva House M. D. (2004-2012).